# Bracon leucostigmus
Bracon leucostigmus är en stekelart som beskrevs av Cameron 1911. Bracon leucostigmus ingår i släktet Bracon och familjen bracksteklar. Inga underarter finns listade.